# Bumpen
Bumpen is een begrip uit de forumwereld op internet.
Bumpen is het, al dan niet herhaaldelijk, plaatsen van reacties op een thread (draad) of onderwerp in een internetforum, teneinde deze draad bovenaan de lijst te houden met als doel het langer onder de aandacht van de bezoekers te houden. Bump staat voor "Bring Up My Post".
Wanneer dit in overdreven mate gebeurt, wordt dit meestal als irritant ervaren en daardoor niet geaccepteerd door de moderator(s) van het forum, waardoor degene die bumpt een waarschuwing of ban kan krijgen. Ook kan de gebumpte thread gesloten worden, wat inhoudt dat er geen reacties meer aan toegevoegd kunnen worden.